# Гутьеррес, Альваро
Альваро Гутьеррес (исп. Álvaro Gutiérrez Felscher; род. 21 июля 1968, Монтевидео) — уругвайский футболист, выступавший на позиции полузащитника. С 1991 по 1997 год выступал за сборную Уругвая, за которую провёл 38 матчей. В 1995 году Гутьеррес вместе со сборной стал обладателем Кубка Америки. В настоящий момент работает тренером.

## Биография
Альваро Гутьеррес начал карьеру футболиста в уругвайском клубе «Белья Виста», вместе с которым в 1990 году стал чемпионом страны. В январе 1992 года был отдан в аренду в «Пеньяроль», а по её окончании был продан в «Насьональ», завоевав с «трёхцветными» золотые медали чемпионата Уругвая. После победы в кубке Америки 1995 Альваро Гутьеррес был подписан испанским клубом «Реал Вальядолид», за который он выступал до 1998 года. В 1998 он присоединился к клубу «Райо Вальекано», в котором провёл один сезон и вернулся на родину, в команду «Белья Виста». В 2000 году, после недолгого выступления за «Ливерпуль» (Монтевидео), Гутьеррес вернулся в Испанию, в хихонский «Спортинг», в котором и завершил свою карьеру.
После завершения карьеры футболиста стал работать тренером. В 2014—2015 гг. возглавлял «Насьональ», в котором до того работал тренером молодёжных команд. С апреля по июль 2016 года возглавлял эквадорский ЛДУ Кито.

## Достижения
В качестве игрока
- Чемпион Уругвая (2): 1990, 1992
- Обладатель Кубка Америки: 1995

В качестве тренера
- Чемпион Уругвая: 2019